# Niels Rosenkrantz (statsminister)
 Der er flere personer med dette navn, se Niels Rosenkrantz.
Niels Rosenkrantz (født 9. september 1757 i Øyestad i Norge, død 6. januar 1824 i København) var en dansk-norsk statsmand, diplomat og gehejmestatsminister.

## Diplomat
Efter nogle år ved militæret gik Niels Rosenkrantz i 1782 ind i udenrigstjenesten. Han blev 1783 legationssekretær i Haag og fik året efter samme stilling i Sankt Petersborg. I 1787 udnævntes han til ministerresident i Warszawa og blev 1789 kammerherre og chargé d'affaires ved det russiske hof. Næste skridt på karrierestigen var gesandtstillingen ved det preussiske hof i Berlin, som han bestred 1795-1800. Derefter vendte Rosenkrantz tilbage til Sankt Petersborg som gesandt ved det russiske hof. Han modtog i 1801 ordre fra zaren om øjeblikkeligt at forlade Rusland, men 1802-04 udsendtes Rosenkrantz på ny til det russiske hof. I 1808 og 1810 var han sendebud til kejser Napoleon, og 1809 var han dansk-norsk befuldmægtiget ved fredsforhandlingerne mellem Rusland og Sverige. I 1810 udnævntes han til gehejmestatsminster og chef for de udenlandske deputationer (udenrigsminister) og bestred posten frem til sin død i 1824.

## Godsejer
Niels Rosenkrantz havde ikke udsigt til arv fra sine forældre. Han endte dog som en ganske velstående godsejer, idet hans fjerne slægtning statsminister Frederik Christian Rosenkrantz indsatte ham som sin universalarving. Hermed kom han i besiddelse af gårdene Ryegaard, Egholm, Krabbesholm og Trudsholm i Nordsjælland, samt Barritskov i Østjylland. Egholm og Krabbesholm solgtes og erstattedes af et pengefideikommis. De øvrige gårde blev i henhold til Frederik Christian Rosenkrantz' testamentariske bestemmelser samlet i Stamhuset Rosenkrantz.

## Familie
Han var søn af Otto Christian Rosenkrantz og Karen Johanne Rønning og ældre bror til Marcus Gjøe Rosenkrantz. Niels Rosenkrantz ægtede i 1791 Varvara Aleksandrovna fyrstinde Vjazemskaja (1774-1849) i Sankt Petersborg.

## Hæder og gravsted
I 1800 blev han Ridder af Dannebrog og 1811 udnævntes Niels Rosenkrantz til Ridder af Elefanten. Han ligger begravet på Rye kirkegård ved Ryegård vest for Roskilde.